# Осборн, Гвендолин
Гве́ндолин О́сборн-Смит (англ. Gwendolyn Osborne-Smith; 1978, Бат, Сомерсет, Англия, Великобритания) — английская актриса и фотомодель.

## Биография
Гве́ндолин О́сборн родилась в 1978 году в Бате (графство Сомерсет, Англия, Великобритания) британца и бывшей жительницы Ямайки. В кино начала сниматься в 1999 году.
Выступала в качестве модели на «The Price Is Right».

## Личная жизнь
В 1990-х годах состояла в фактическом браке. В этих отношениях Осборн родила своего первенца — дочь Моник (род. 1996).
С 2 сентября 2006 года замужем за баскетболистом Кенни Смитом (род. 1965), с которым она встречалась два года до их свадьбы. В этом браке родила сына Маллоя Эдриана Смита (род. 26 марта 2008) и дочь Лондон Оливию Смит (род. 29 сентября 2012).